# Fillière
Fillière é uma comuna francesa na região administrativa da Alta Saboia, região de Auvérnia-Ródano-Alpes. Estende-se por uma área de 119,41 km². Em 2010 a comuna tinha 836 habitantes (densidade: 7 hab./km²).
A municipalidade foi estabelecida em 1 de janeiro de 2017 e consiste na fusão das antigas comunas de Thorens-Glières, Aviernoz, Évires, Les Ollières e Saint-Martin-Bellevue.